# Marlene Smith
Pour les articles homonymes, voir Smith.
Marlene Elizabeth Smith, née le 3 août 1931 à Niagara Falls (Ontario) et morte le 1er mars 2009, est une patineuse artistique canadienne qui participe aux compétitions individuelles et des couples artistiques.

## Biographie

### Carrière sportive
Marlene Smith est une patineuse qui participe aux compétitions individuelles et en couple artistique
En individuel, elle est vice championne nord-américaine en 1949 et championne du Canada en 1952. Elle représente son pays aux mondiaux de 1950 à Londres et de 1952 à Paris, ainsi qu'aux Jeux olympiques d'hiver de 1952 à Oslo.
En couple artistique, elle patine deux saisons avec Donald Gilchrist, avec qui elle remporte deux fois le titre national (1949 et 1950) et la médaille d'argent des championnats nord-américains de 1949 ; et participe aux mondiaux de 1950 à Londres.
Elle arrête les compétitions sportives amateures en 1952.

## Palmarès
En couple artistique, avec son partenaire Donald Gilchrist (2 saisons : 1949 et 1950)
| Compétitions en individuel      | 1948 | 1949 | 1950 | 1951 | 1952 |  |  |  |  |  |  |  |  |  |  |  |
| Jeux olympiques d'hiver         |      |      |      |      | 9e   |  |  |  |  |  |  |  |  |  |  |  |
| Championnats du monde           |      |      | 9e   |      | 7e   |  |  |  |  |  |  |  |  |  |  |  |
| Championnats d'Amérique du Nord |      | 2e   |      |      |      |  |  |  |  |  |  |  |  |  |  |  |
| Championnats du Canada          | 3e   | F    | 2e   | F    | 1re  |  |  |  |  |  |  |  |  |  |  |  |
|                                 |      |      |      |      |      |  |  |  |  |  |  |  |  |  |  |  |
| Compétitions en couple          | 1948 | 1949 | 1950 | 1951 | 1952 |  |  |  |  |  |  |  |  |  |  |  |
| Jeux olympiques d'hiver         |      |      |      |      |      |  |  |  |  |  |  |  |  |  |  |  |
| Championnats du monde           |      |      | 7e   |      |      |  |  |  |  |  |  |  |  |  |  |  |
| Championnats d'Amérique du Nord |      | 2e   |      |      |      |  |  |  |  |  |  |  |  |  |  |  |
| Championnats du Canada          |      | 1re  | 1re  |      |      |  |  |  |  |  |  |  |  |  |  |  |
| Légende : F = Forfait           |      |      |      |      |      |  |  |  |  |  |  |  |  |  |  |  |